# Allemagne de l'Est aux Jeux olympiques d'hiver de 1980
L'Allemagne de l'Est (République démocratique allemande) participe aux Jeux olympiques d'hiver de 1980, organisés à Lake Placid aux États-Unis. Cette nation prend part aux Jeux olympiques d'hiver pour la quatrième fois en tant qu'équipe indépendante. La délégation est-allemande, formée de 53 athlètes (36 hommes et 17 femmes), remporte 23 médailles (9 d'or, 7 d'argent et 7 de bronze) et se classe au deuxième rang du tableau des médailles.

## Médaillés
| Médaille                            | Nom                                                                      | Discipline          | Épreuve                          |
| ----------------------------------- | ------------------------------------------------------------------------ | ------------------- | -------------------------------- |
| Médaille d'or, Jeux olympiques      | Frank Ullrich                                                            | Biathlon            | 10 kilomètres sprint hommes      |
| Médaille d'or, Jeux olympiques      | Meinhard Nehmer Bernhard Germeshausen Bogdan Musiol Hans-Jürgen Gerhardt | Bobsleigh           | Bob à quatre hommes              |
| Médaille d'or, Jeux olympiques      | Barbara Petzold                                                          | Ski de fond         | 10 kilomètres femmes             |
| Médaille d'or, Jeux olympiques      | Marlies Rostock Carola Anding Veronika Hesse-Schmidt Barbara Petzold     | Ski de fond         | Relais femmes 4 × 5 kilomètres   |
| Médaille d'or, Jeux olympiques      | Anett Pötzsch                                                            | Patinage artistique | Simple femmes                    |
| Médaille d'or, Jeux olympiques      | Bernhard Glass                                                           | Luge                | Individuel hommes                |
| Médaille d'or, Jeux olympiques      | Hans Rinn Norbert Hahn                                                   | Luge                | Double hommes                    |
| Médaille d'or, Jeux olympiques      | Ulrich Wehling                                                           | Combiné nordique    | Individuel hommes                |
| Médaille d'or, Jeux olympiques      | Karin Enke                                                               | Patinage de vitesse | 500 mètres femmes                |
| Médaille d'argent, Jeux olympiques  | Frank Ullrich                                                            | Biathlon            | 20 kilomètres hommes             |
| Médaille d'argent, Jeux olympiques  | Mathias Jung Klaus Siebert Frank Ullrich Eberhard Rösch                  | Biathlon            | Relais hommes 4 × 7,5 kilomètres |
| Médaille d'argent, Jeux olympiques  | Bernhard Germeshausen Hans-Jürgen Gerhardt                               | Bobsleigh           | Bob à deux hommes                |
| Médaille d'argent, Jeux olympiques  | Jan Hoffmann                                                             | Patinage artistique | Simple hommes                    |
| Médaille d'argent, Jeux olympiques  | Melitta Sollmann                                                         | Luge                | Individuel femmes                |
| Médaille d'argent, Jeux olympiques  | Manfred Deckert                                                          | Saut à ski          | Tremplin normal hommes           |
| Médaille d'argent, Jeux olympiques  | Sabine Becker                                                            | Patinage de vitesse | 3 000 mètres femmes              |
| Médaille de bronze, Jeux olympiques | Eberhard Rösch                                                           | Biathlon            | 20 kilomètres hommes             |
| Médaille de bronze, Jeux olympiques | Meinhard Nehmer Bogdan Musiol                                            | Bobsleigh           | Bob à deux hommes                |
| Médaille de bronze, Jeux olympiques | Horst Schönau Roland Wetzig Detlef Richter Andreas Kirchner              | Bobsleigh           | Bob à quatre hommes              |
| Médaille de bronze, Jeux olympiques | Manuela Mager Uwe Bewersdorf                                             | Patinage artistique | Couples                          |
| Médaille de bronze, Jeux olympiques | Konrad Winkler                                                           | Combiné nordique    | Individuel hommes                |
| Médaille de bronze, Jeux olympiques | Sylvia Albrecht                                                          | Patinage de vitesse | 2 000 mètres                     |
| Médaille de bronze, Jeux olympiques | Sabine Becker                                                            | Patinage de vitesse | 1 500 mètres                     |